# Gerrit Lundens
Gerrit Lundens (Amsterdam, 1622 – Amsterdam, 1686) è stato un pittore olandese.

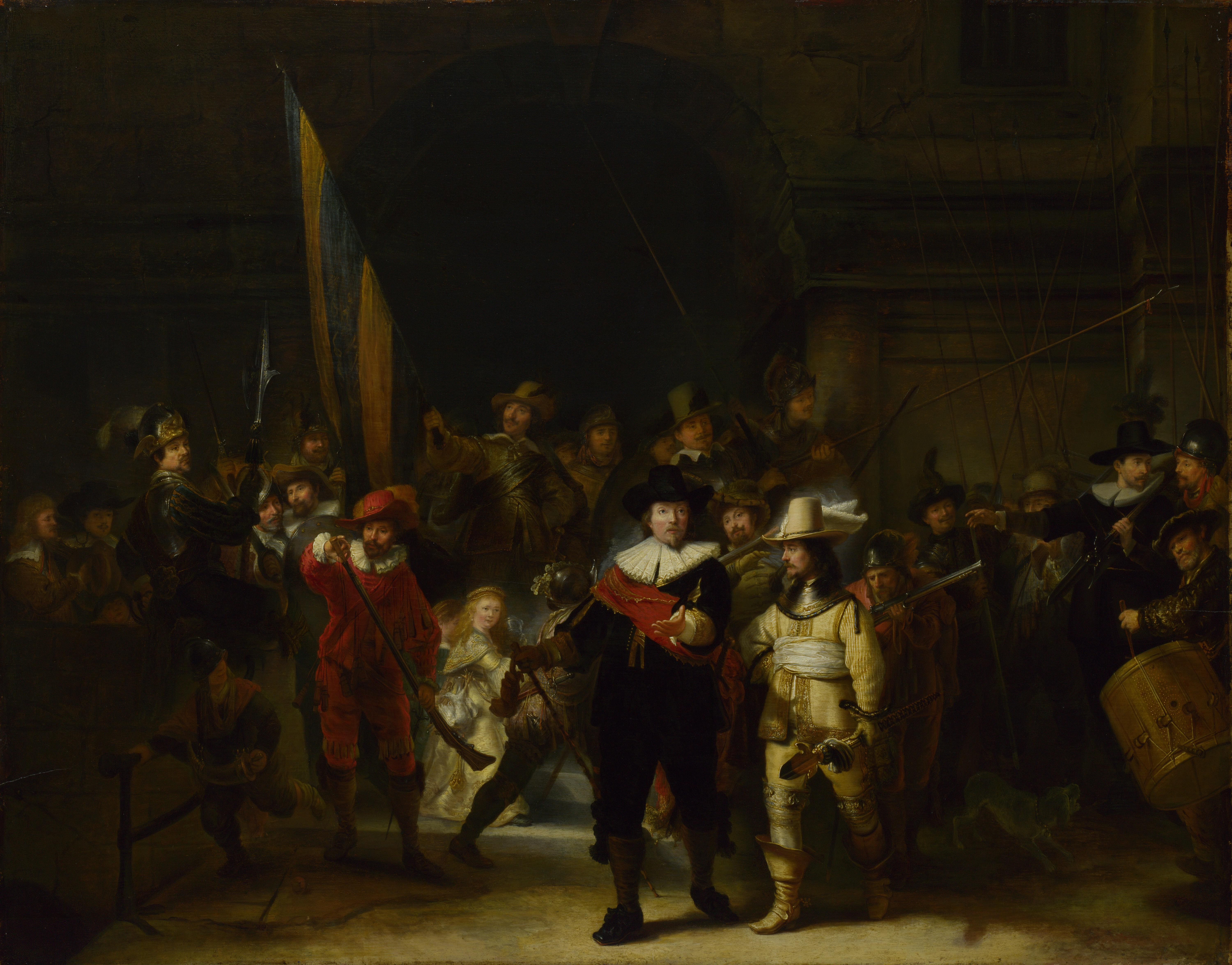
Copia della Ronda di Notte di Rembrandt, esposta alla National Gallery di Londra, e di particolare interesse perché mostra come appariva la tela originale prima dei tagli operati nel XVIII secolo.

È noto per le sue opere di scena, i ritratti miniatura ed i dipinti vanitas. Egli ha anche eseguito copie di opere di famosi maestri olandesi.

## Biografia
Nato ad Amsterdam, sposò a Sloterdijk Agniet Mathijs di Anversa nel 1643. È noto per i suoi ritratti, opere di genere, nature morte, dipinti vanitas e copie di opere di grandi maestri, di cui la più rinomata è la Ronda di notte di Rembrandt che si trova nella collezione della National Gallery di Londra. Sua sorella Catharina sposò il pittore Abraham van den Hecken nel 1635 e il pittore Christoffel van Sichem fu uno dei testimoni di nozze.
Morì ad Amsterdam.